# Dendrotrophe
Dendrotrophe es un género con 19 especies de plantas de flores perteneciente a la familia Santalaceae. 

## Especies seleccionadas
- Dendrotrophe amorpha
- Dendrotrophe buxifolia
- Dendrotrophe cassiefolia

## Sinónimo
- Henslowia